# Primera División de México 1963-64
La Temporada 1963-64 fue la edición XXI del campeonato de liga de la Primera División en la denominada "época profesional" del fútbol mexicano. Comenzó el 30 de junio de 1963 y finalizó el 7 de enero de 1964.
El torneo se desarrolló a sistema de todos contra todos (partidos de visita recíproca), por lo que cada club jugó 26 partidos, donde a la postre salió campeón el Club Deportivo Guadalajara superando por 4 puntos al Club América.

## Sistema de competencia
Los catorce participantes disputan el campeonato bajo un sistema de liga, es decir, todos contra todos a visita recíproca; con un criterio de puntuación que otorga dos unidades por victoria, una por empate y cero por derrota. El campeón sería el club que al finalizar el torneo haya obtenido la mayor cantidad de puntos, y por ende se ubique en el primer lugar de la clasificación. 
En caso de concluir el certamen con dos equipos empatados en el primer lugar, se procedería a un partido de desempate entre ambos conjuntos en una cancha neutral predeterminada al inicio del torneo; de terminar en empate dicho duelo, se realizará uno extra, y de persistir la igualdad en este, se alargaría a la disputa de dos tiempos extras de 15 minutos cada uno, y posteriormente Tiros desde el punto penal, hasta que se produjera un ganador.
En caso de que el empate en el primer lugar fuese entre más de dos equipos, se realizaría una ronda de partidos entre los involucrados, con los mismos criterios de puntuación, declarando campeón a quien liderada esta fase al final.
En tanto que de forma inversa, el último lugar de la clasificación, participaría en un cuadrangular al lado del subcampeón, el tercer lugar y el cuarto de la Segunda División, para definir el descenso y la posterior ampliación a 16 equipos del máximo circuito.
Para el resto de las posiciones que no estaban involucradas con la disputa del título y el descenso, su ubicación, en caso de empate, se definía por medio del criterio de gol average o promedio de goles, y se calculaba dividiendo el número de goles anotados entre los recibidos.

## Equipos participantes

### Ascensos y descensos
| Pos | Ascendido de la Segunda División 1962-63 |
| --- | ---------------------------------------- |
| 1.º | Zacatepec                                |

| Pos  | Descendido en la Primera División 1962-63 |
| ---- | ----------------------------------------- |
| 14.º | Tampico                                   |

### Equipos por Entidad Federativa
| Entidad Federativa | N.º | Equipos                            |
| ------------------ | --- | ---------------------------------- |
| Distrito Federal   | 4   | América, Atlante, UNAM y Necaxa    |
| Jalisco            | 4   | Atlas, Nacional, Oro y Guadalajara |
| Guanajuato         | 2   | Irapuato y León                    |
| Michoacán          | 1   | Morelia                            |
| Estado de México   | 1   | Toluca                             |
| Morelos            | 1   | Zacatepec                          |
| Nuevo León         | 1   | Monterrey                          |

### Información de los equipos participantes
| Equipo            | Sede                     | Estadio                |
| ----------------- | ------------------------ | ---------------------- |
| América (AME)     | Ciudad de México         | Olímpico Universitario |
| Atlante (ATT)     | Ciudad de México         | Olímpico Universitario |
| Atlas (ATS)       | Guadalajara, Jalisco     | Jalisco                |
| Guadalajara (GDL) | Guadalajara, Jalisco     | Jalisco                |
| Irapuato (IRA)    | Irapuato, Guanajuato     | Revolución             |
| León (LEO)        | León, Guanajuato         | La Martinica           |
| Monterrey (MTY)   | Monterrey, Nuevo León    | Tecnológico            |
| Morelia (MOR)     | Morelia, Michoacán       | Campo Independiente    |
| Nacional (NAC)    | Guadalajara, Jalisco     | Jalisco                |
| Necaxa (NEC)      | Ciudad de México         | Olímpico Universitario |
| Oro (ORO)         | Guadalajara, Jalisco     | Jalisco                |
| Toluca (TOL)      | Toluca, Estado de México | Luis Gutiérrez Dosal   |
| UNAM (UNA)        | Ciudad de México         | Olímpico Universitario |
| Zacatepec (ZAC)   | Zacatepec, Morelos       | Parque del Ingenio     |

## Clasificación final
| Pos. | Equipo          | Pts. | PJ | G  | E  | P  | GF | GC | Dif. |                                  |
| ---- | --------------- | ---- | -- | -- | -- | -- | -- | -- | ---- | -------------------------------- |
| 1    | Guadalajara (C) | 37   | 26 | 16 | 5  | 5  | 43 | 25 | +18  | Campeón                          |
| 2    | América         | 33   | 26 | 11 | 11 | 4  | 46 | 24 | +22  |                                  |
| 3    | Monterrey       | 32   | 26 | 12 | 8  | 6  | 40 | 26 | +14  |                                  |
| 4    | Irapuato        | 32   | 26 | 12 | 8  | 6  | 40 | 35 | +5   |                                  |
| 5    | Zacatepec       | 28   | 26 | 11 | 6  | 9  | 44 | 35 | +9   |                                  |
| 6    | Necaxa          | 27   | 26 | 11 | 5  | 10 | 42 | 31 | +11  |                                  |
| 7    | UNAM            | 25   | 26 | 9  | 7  | 10 | 36 | 33 | +3   |                                  |
| 8    | Oro             | 25   | 26 | 9  | 7  | 10 | 53 | 49 | +4   |                                  |
| 9    | León            | 25   | 26 | 9  | 7  | 10 | 34 | 33 | +1   |                                  |
| 10   | Atlas           | 25   | 26 | 6  | 13 | 7  | 35 | 42 | −7   |                                  |
| 11   | Toluca          | 22   | 26 | 6  | 10 | 10 | 31 | 35 | −4   |                                  |
| 12   | Morelia         | 21   | 26 | 6  | 9  | 11 | 28 | 50 | −22  |                                  |
| 13   | Atlante         | 20   | 26 | 6  | 8  | 12 | 30 | 39 | −9   |                                  |
| 14   | Nacional        | 12   | 26 | 4  | 4  | 18 | 26 | 71 | −45  | Torneo por el aumento de equipos |

 Fuente: RSSSF

## Resultados
| Local \ Visitante | AME | ATT | ATL | GDL | IRA | LEO | MTY | MOR | NAC | NEC | ORO | TOL | UNM | ZAC |
| ----------------- | --- | --- | --- | --- | --- | --- | --- | --- | --- | --- | --- | --- | --- | --- |
| América           | —   | 0–0 | 3–0 | 0–2 | 0–0 | 0–0 | 1–0 | 5–0 | 5–0 | 4–2 | 1–0 | 1–1 | 1–1 | 2–1 |
| Atlante           | 3–3 | —   | 2–0 | 2–3 | 3–0 | 1–0 | 2–1 | 0–1 | 0–1 | 1–0 | 2–0 | 0–2 | 2–2 | 0–4 |
| Atlas             | 1–1 | 3–2 | —   | 2–1 | 3–0 | 5–1 | 1–1 | 2–2 | 0–0 | 0–2 | 3–3 | 1–1 | 4–2 | 2–2 |
| Guadalajara       | 0–0 | 3–1 | 3–0 | —   | 5–0 | 1–0 | 1–0 | 4–2 | 2–0 | 3–1 | 0–4 | 2–0 | 2–1 | 2–1 |
| Irapuato          | 1–0 | 1–1 | 3–1 | 0–0 | —   | 3–2 | 2–3 | 0–0 | 1–1 | 1–2 | 7–3 | 2–0 | 1–0 | 2–0 |
| León              | 3–0 | 0–0 | 2–2 | 2–0 | 1–1 | —   | 0–0 | 5–1 | 5–0 | 3–1 | 0–2 | 1–1 | 3–0 | 2–1 |
| Monterrey         | 1–1 | 3–1 | 0–0 | 4–0 | 1–0 | 3–0 | —   | 2–1 | 4–0 | 1–1 | 2–1 | 4–3 | 0–0 | 1–1 |
| Morelia           | 0–3 | 3–2 | 0–0 | 1–4 | 1–1 | 0–1 | 2–0 | —   | 3–1 | 0–0 | 2–2 | 3–1 | 1–1 | 3–3 |
| Nacional          | 2–6 | 2–1 | 1–1 | 1–2 | 2–3 | 2–0 | 0–1 | 1–2 | —   | 0–5 | 1–4 | 3–0 | 0–3 | 2–4 |
| Necaxa            | 0–2 | 2–2 | 0–0 | 0–2 | 1–2 | 1–0 | 1–2 | 4–0 | 4–0 | —   | 4–3 | 2–1 | 2–0 | 3–0 |
| Oro               | 3–5 | 1–1 | 2–2 | 0–0 | 0–1 | 4–2 | 2–2 | 2–0 | 4–3 | 2–0 | —   | 4–1 | 3–5 | 2–3 |
| Toluca            | 1–1 | 3–0 | 2–1 | 1–1 | 2–2 | 4–0 | 1–2 | 2–0 | 1–1 | 1–1 | 0–0 | —   | 2–0 | 0–1 |
| UNAM              | 0–0 | 0–0 | 0–1 | 0–0 | 1–2 | 1–0 | 2–1 | 4–0 | 7–1 | 0–3 | 1–0 | 2–0 | —   | 1–0 |
| Zacatepec         | 2–1 | 0–2 | 6–0 | 2–0 | 2–4 | 0–0 | 2–1 | 0–0 | 3–1 | 1–0 | 1–2 | 4–2 | 0–0 | —   |

|                                 |
| Guadalajara Campeón 6.º título. |

## Goleo individual
Con 20 goles en la temporada regular, Alberto Etcheverry, delantero de la U.N.A.M., consigue coronarse por primera ocasión como campeón de goleo.
|     | Jugador                | Club        | Goles |
| --- | ---------------------- | ----------- | ----- |
| 1.  | Alberto Etcheverry     | U.N.A.M.    | 20    |
| 2.  | Francisco Moacyr       | América     | 20    |
| 3.  | Olinto Rubini          | Oro         | 19    |
| 4.  | Jaime Belmonte         | Irapuato    | 19    |
| 5.  | Guillermo Ortiz        | Necaxa      | 15    |
| 6.  | Carlos Lara            | Zacatepec   | 13    |
| 7.  | Amaury Epaminondas     | Oro         | 12    |
| 8.  | Salvador Reyes         | Guadalajara | 12    |
| 9.  | Crescencio Gutiérrez   | Morelia     | 10    |
| 10. | Ney Blanco de Oliveira | Atlas       | 9     |
| 11. | Dante Juárez           | Monterrey   | 9     |
| 12. | Albino Morales         | Toluca      | 9     |
| 13. | Genaro Tedesco         | Zacatepec   | 9     |
| 14. | Ernesto Cisneros       | Zacatepec   | 9     |

## Descenso y Ascenso

### Descenso
En este torneo no hubo descenso debido a que la Federación Mexicana de Fútbol realizó un torneo clasificatorio para aumentar el número de equipos de 14 a 16. Por lo que el Club Nacional, último lugar general, recibió la oportunidad de participar en éste y buscar su permanencia, la cual lograría al obtener el primer lugar de dicho torneo.

### Ascenso

#### Campeón de segunda división
Cruz Azul logra el ascenso a Primera división superando al Zamora,
lo que se combinó con una derrota del Poza Rica ante Orizaba

#### Torneo para el aumento de equipos en primera división
| Pos. | Equipo        | Pts. | PJ | G | E | P | GF | GC | Dif. |                                             |
| ---- | ------------- | ---- | -- | - | - | - | -- | -- | ---- | ------------------------------------------- |
| 1    | Nacional (A)  | 4    | 3  | 1 | 2 | 0 | 4  | 3  | +1   | Asciende o permanece en la Primera División |
| 2    | Veracruz (A)  | 3    | 3  | 1 | 1 | 1 | 4  | 4  | 0    | Asciende o permanece en la Primera División |
| 3    | Ciudad Madero | 3    | 3  | 1 | 1 | 1 | 3  | 7  | −4   |                                             |
| 4    | Poza Rica     | 2    | 3  | 1 | 0 | 2 | 9  | 6  | +3   |                                             |

 Fuente: [cita requerida]
| 16 de enero de 1964 | Nacional    | 1:1 (1:0) | Ciudad Madero | Estadio de la Ciudad Universitaria, Ciudad de México |  |
|                     | Lacerda 30' |           | Gutiérrez 89' |                                                      |  |

| 21 de enero de 1964 | Ciudad Madero | 1:6 (0:2) | Poza Rica                                     | Estadio de la Ciudad Universitaria, Ciudad de México |  |
|                     | del Peral 89' |           | González 1', 9', 64', 69' · Calderón 75', 80' |                                                      |  |

| 23 de enero de 1964 | Veracruz   | 1:1 (1:1) | Nacional    | Estadio de la Ciudad Universitaria, Ciudad de México |  |
|                     | Aussín 43' |           | Ribamar 10' |                                                      |  |

| 26 de enero de 1964 | Poza Rica                   | 2:3 (2:0) | Veracruz                    | Estadio de la Ciudad Universitaria, Ciudad de México |  |
|                     | González 24' · Calderón 39' |           | Aussín 59' · Carús 80', 87' |                                                      |  |

| 5 de febrero de 1964 | Ciudad Madero | 1:0 (0:0) | Veracruz | Estadio de la Ciudad Universitaria, Ciudad de México |  |
|                      | Gutiérrez 57' |           |          |                                                      |  |

| 6 de febrero de 1964 | Nacional       | 2:1 (1:0) | Poza Rica | Estadio de la Ciudad Universitaria, Ciudad de México |  |
|                      | Ureña 18', 51' |           | Frank 62' |                                                      |  |

##### Desempate por el segundo lugar
| 7 de febrero de 1964                                                        | Veracruz | 0:0 (t. s.)(5:4 p.) | Ciudad Madero | Estadio de la Ciudad Universitaria, Ciudad de México |  |
| Veracruz queda como segundo lugar del torneo y asciende a primera división. |          |                     |               |                                                      |  |